# Honda Sport 65
De Honda Sport 65 (ook wel: S 65 en CS 65) was een lichte motorfiets die Honda produceerde van 1965 tot 1969.
In 1965 breidde Honda haar 50cc-Super Cub-serie uit met 65- en 90cc-modellen. De 50cc-modellen hadden al sportieve zustermodellen in de C 110, C 110 en C 115 en die kregen de grotere modellen ook, in de Sport 65 en de Sport 90.

## Sport 65
De eerdere Super Cub-modellen hadden nog een gietijzeren stoterstangenmotor, maar de Super Cub C 65 en de Sport 65 kregen een nieuwe motor met een kettingaangedreven bovenliggende nokkenas en een aluminium cilinderkop. De automatische centrifugaalkoppeling van de Super Cub was bij de Sport 65 vervangen door een handbediende meervoudige natte platenkoppeling. Net als de Super Cub had de Sport 65 een plaatframe, maar dit was een ruggengraatframe in plaats van het doorstapframe van de Super Cub. Om het sportieve karakter te benadrukken had de Sport 65 een omhooggebogen (swept back) uitlaat.

### Optisch
De Sport 65 werd geleverd in wit, zwart en Scarlet Red, met verchroomde tankflanken die waren voorzien van knierubbers. Het logo op de tank bestond uit de Honda-vleugel in rood en zilver. In alle gevallen was het duozadel zwart met witte zijkanten.

## Populariteit
De Sport 65 werd niet erg populair. De machine had te lijden onder concurrentie in eigen huis van de veel sterkere en modernere Sport 90, die bijvoorbeeld al een telescoopvork en slankere spatborden had, terwijl de Sport 65 nog overvloedig plaatwerk en een geduwde schommelvork had.

## Technische gegevens
| Honda                  | Sport 65                           |
| ---------------------- | ---------------------------------- |
| Periode                | 1965-1969                          |
| Categorie              | Sportmotor                         |
| Motortype              | Viertakt OHC                       |
| Bouwwijze              | Luchtgekoelde liggende eencilinder |
| Boring                 | 44 mm                              |
| Slag                   | 41,4 mm                            |
| Cilinderinhoud         | 62,9 cc                            |
| Carburateur(s)         | 1 x Keihin                         |
| Smeersysteem           | Druksmering                        |
| Compressieverhouding   | 8,8:1                              |
| Max. Vermogen          | 6,2 pk bij 10.000 tpm              |
| Topsnelheid            | 90 km/h                            |
| Primaire aandrijving   | Tandwielen                         |
| Koppeling              | Meervoudige natte platenkoppeling  |
| Versnellingen          | 4                                  |
| Secundaire aandrijving | Ketting                            |
| Rijwielgedeelte        | Plaat-ruggengraatframe             |
| Voorvork               | Geduwde schommelvork               |
| Achtervork             | Swingarm                           |
| Remmen                 | Trommelremmen                      |
| Tankinhoud             | Onbekend                           |
| Droog gewicht          | 78 kg                              |